# Megantereon
Megantereon byl rod šavlozubých koček, jehož zástupci žili v Severní Americe, Africe a v Eurasii v miocénu (či raném pliocénu) až pleistocénu. Dosahoval velikosti vzrostlých jaguárů. Disponoval dlouhými horními špičáky, kterými obětem protrhával velké krční cévy a tím je zabíjel. Živil se převážně středně velkými kopytníky a primáty. Je to nejspíš předchůdce rodu Smilodon.

## Rozsah fosílií
Fosilní zbytky byly objeveny na území Afriky, Eurasie a Severní Ameriky. Nejstarší záznamy ukazují, že Megantereon žil v pliocénu v Severní Americe (Florida) asi před 4,5 miliony let. Před 3–3,5 miliony let byl už pevně usazen v Africe a záznamy z Asie jsou staré 2,5 až 2 miliony let. V Evropě pocházejí nejstarší nálezy z místa Les Etouaries (Francie), kde žil asi před 2,5 miliony lety. V lokalitě Senéze (Francie), v níž se našly nejúplnější fosilie, žil asi před 1,6 miliony lety. Na základě těchto údajů se předpokládal severoamerický původ megantereonů. Nicméně nedávno se našly v Keni a Čadu fosílie, které patří pravděpodobně k rodu Megantereon. Jestli se to potvrdí, jeho původ se posune do Afriky do pozdního miocénu (5,4–7 milionů let). Megantereon mizí z Afriky nejdříve před 1,5 miliony let, z Evropy před cca 900 tisíci lety a v Asii žil ještě před cca 400 tisíci lety.

## Popis

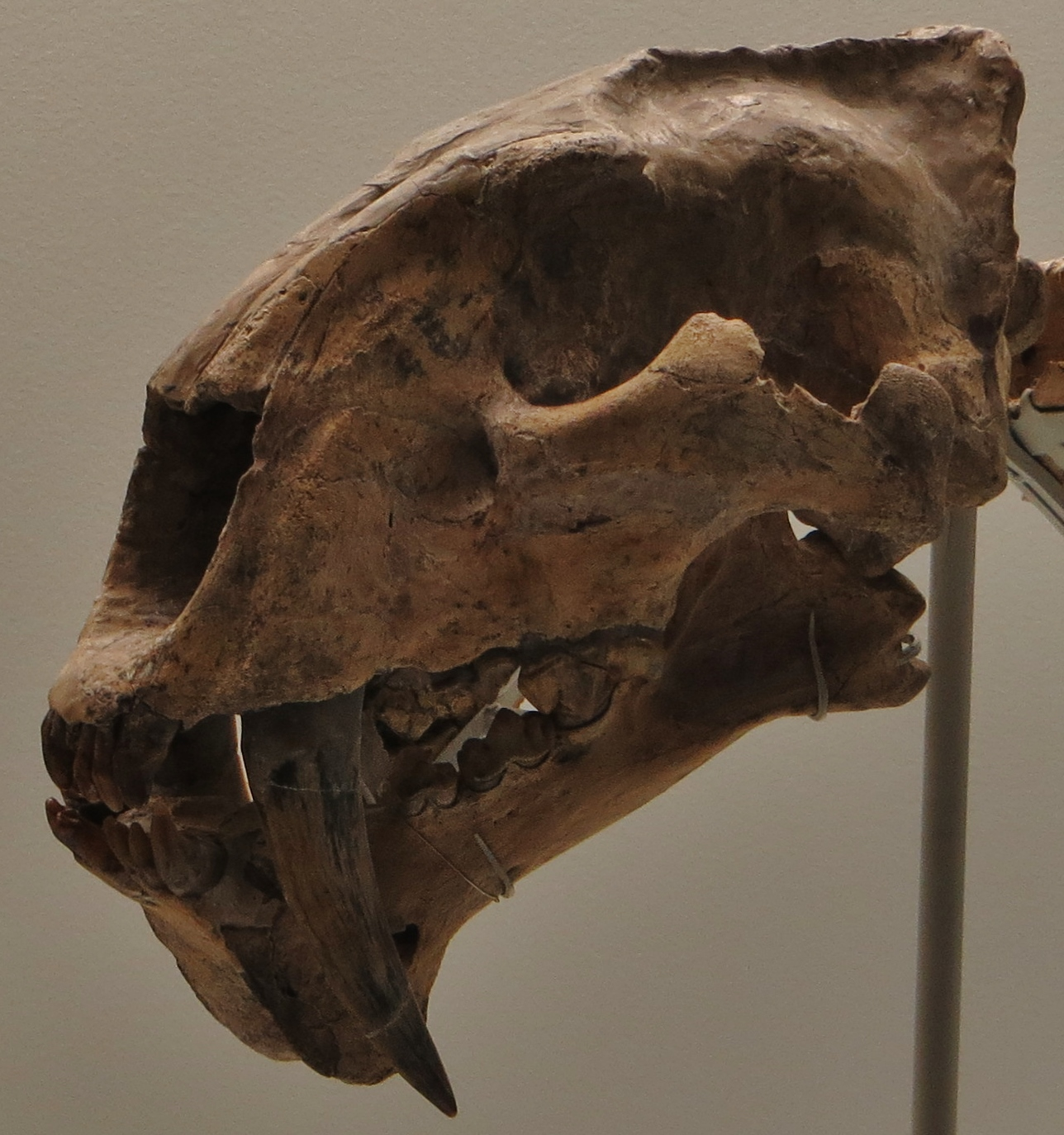
Lebka druhu Megantereon cultridens

Megantereon byl stavěn jako moderní jaguár, ale zřejmě byl v průměru o něco těžší. Měl podsadité přední končetiny a tlapy dosahovaly velikosti lvích. Mohutné krční svaly umožňovaly zasadit mocný úder tlamou, kterým šelma vnikla do krku oběti a roztrhala jí velké cévy. Zploštělé a na zadní straně vroubkované špičáky dosahovaly značné délky (delší než u homotherií ale kratší než u smilodonů). Z dolní čelisti vyrůstaly směrem dolů kostěné výběžky, které zevnitř přiléhaly k vyčuhujícím špičákům a jejichž funkce je předmětem dohadů. Zřejmě je měly chránit. Zajímavé je, že například druh Megantereon inexpectatus měl tyto výběžky jen velmi malé. Krk byl relativně delší než mají současné velké kočky, zadní část těla byla naopak kratší. Ocas měl krátký, relativní délka byla o něco delší než u rysů, ale kratší než u servalů. Exemplář z francouzského Senéze, který se díky náhlému vulkanickému sesuvu před cca 1,6 miliony lety zachoval prakticky kompletní, měřil v kohoutku 72 cm. Hmotnost dospělých jedinců se pohybovala od 40 do 150 kg, přičemž největší kusy pocházely z Pákistánu (Siwaliks). Středně velké druhy žily v Severní Americe, v Evropě a Africe a dosahovaly hmotnosti 60–70 kg. Nicméně novější odhady hovoří o váze podstatně vyšší a to 100–160 kg.
Barva srsti megantereonů není známa. Současný malíř vyhynulých kenozoických druhů Mauricio Antón, který spolupracuje s předními paleontology, ho obvykle vyobrazuje jako barevně velmi podobného jaguárovi, levhartovi resp. rysovi.

## Život
Dle stavby těla je pravděpodobné, že Megantereon byl typický ze zálohy útočící predátor, jehož tělo bylo přizpůsobeno krátkému, ale dynamickému pronásledování. Zřejmě dokázal obstojně šplhat i po stromech, ale nikoliv tak dobře jako levhart či jaguár. Velmi silné přední končetiny naznačují, že je používal k uchopení, sražení a znehybnění kořisti. Závěrečné smrtelné kousnutí do krku za účelem přetnutí hlavních cév zasazoval až na zemi, když byla oběť už relativně neškodná. Tím se odlišoval od současných velkých koček, které stisk svých čelistí používají, i když ještě se zvířetem zápasí v postoji. Jeho typickou kořistí byli různí kopytníci (koňovití, jelenovití, turovití) a primáti velikostí zhruba odpovídající lovci nebo o málo větší či menší. Ačkoliv stavba čelistí dovolovala megantereonovi oběť tahat po zemi, do korun stromů si ji zřejmě vynést nedokázal. Pokud ano, šlo pravděpodobně o lehké zbytky uloveného zvířete. Megantereon žil samotářsky, podobně jako levhart a jaguár. Předpokládá se, že patřil mezi poměrně časté predátory předchůdců člověka, jako byli zástupci rodů Australopithecus a Paranthropus. Dříve nebyl Megantereon řazen mezi lovce primátů, neboť jeho zuby byly považovány za příliš křehké pro potýkání se s touto relativně malou, hbitou a především kostnatou kořistí, ale na základě novějších nálezů museli vědci změnit názor. V gruzínském Dmanisi byly navíc objeveny důkazy, že mezi jeho oběti patřily i rané formy rodu Homo. Jeho konkurentem byl především rod dalších šavlozubých koček Homotherium, jehož zástupci byli v průměru větší a zřejmě nad megantereony dominovali (s výjimkou jedinců z nalezišť v Číně, kde naopak Megantereon dosahoval větší velikosti). Dalšími potravními soupeři mohli být lvi a hyeny druhu Pachycrocuta brevirostris.

## Vyhynutí
Za zmizením megantereonů stojí zřejmě postupná změna klimatu a s tím spojené zvětšování stepních a lesostepních oblastí v místech jeho výskytu. Megantereon byl typická přepadová šelma, která potřebovala pro svou obživu dostatek úkrytů, a jež byla na otevřených územích zranitelná vůči konkurenci větších a ve smečkách žijících predátorů jako byli homotheria a lvi. Vyloučit se nedá ani tlak nově se rozšiřujících a stále lovecky úspěšnějších zástupců z rodu Homo, jako byli Homo ergaster, Homo erectus, Homo antecessor a Homo heidelbergensis.

## Druhy

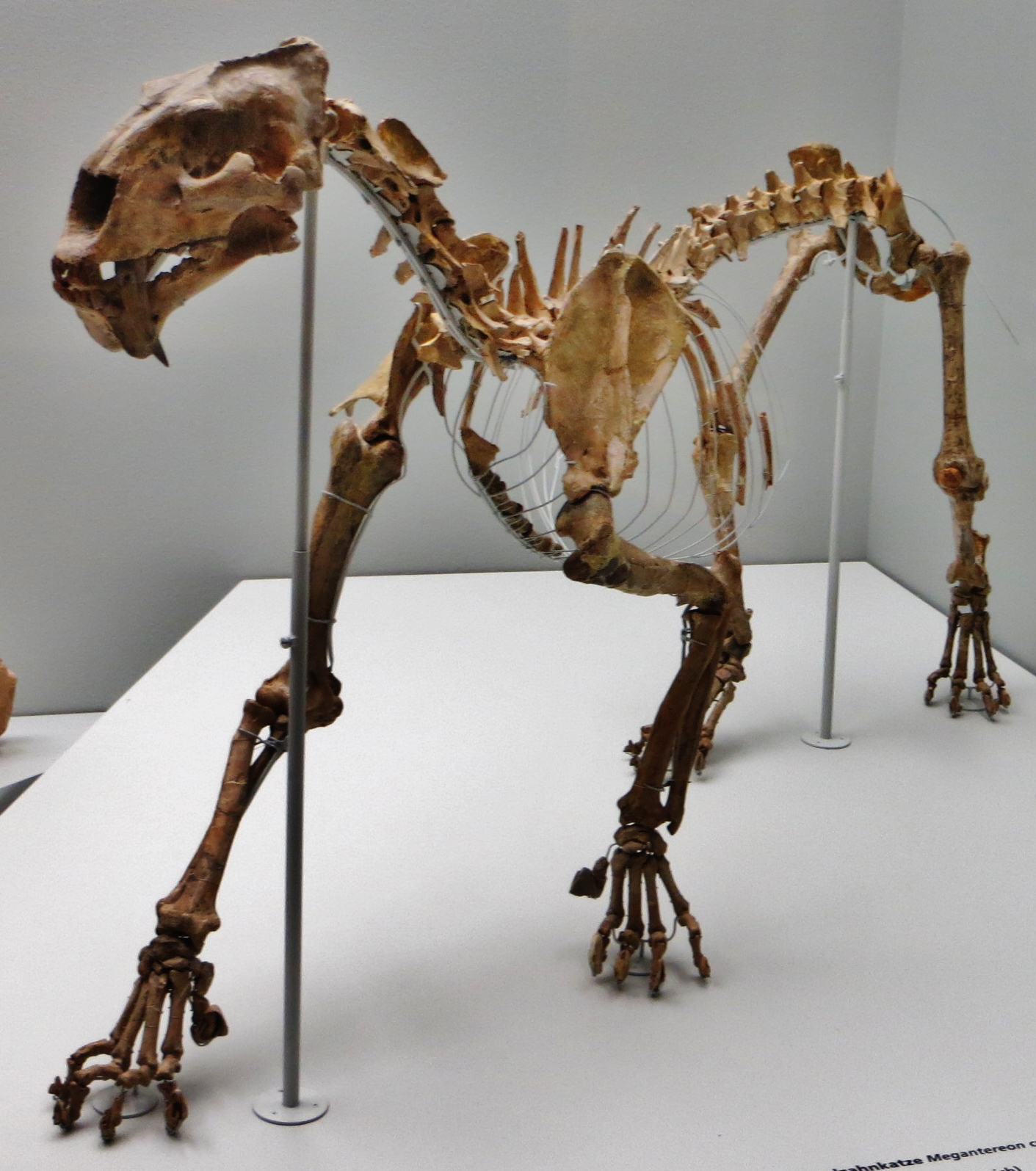
Kostra druhu Megantereon cultridens z muzea v Basileji

Počet druhů je nejistý, neboť fosilní záznamy jsou neúplné a stále se doplňují. Někteří vědci tvrdí, že je třeba rozlišovat jen tři druhy. Jsou to: M. cultridens ze Severní Ameriky, Asie (mimo indický subkontinent) a Evropy, M. whitei z Afriky a Evropy a M. falconeri z Indie a Pákistánu. Rozšířený přehled druhů zahrnuje:
- Megantereon cultridens  (Cuvier, 1824)
- Megantereon ekidoit Werdelin & Lewis, 2000
- Megantereon eurynodon Ewer, 1955
- Megantereon falconeri Pomel, 1853
- Megantereon gracilis Broom & Schepers, 1946
- Megantereon hesperus  (Gazin, 1933)
- Megantereon inexpectatus Teilhard de Chardin, 1939
- Megantereon megantereon Croizet & Jobert, 1828
- Megantereon microta Zhu et al., 2015
- Megantereon nihowanensis Teilhard de Chardin & Piveteau, 1930
- Megantereon spiryleris  (?)
- Megantereon vakhshensis  Sarapov, 1986
- Megantereon whitei Broom, 1937